# Вторжение (фильм, 2019)
«Вторже́ние» — российский полнометражный научно-фантастический драматический фильм 2019 года режиссёра Фёдора Бондарчука. Является продолжением фильма «Притяжение» (2017).
Первый тизер-трейлер фильма вышел 23 мая 2019 года.
Премьерный показ фильма прошёл 23 декабря 2019 года в московском кинотеатре «Октябрь». Широкий прокат картины в России начался 1 января 2020 года.
Телевизионная премьера фильма в России состоялась 2 мая 2021 года на телеканале «Россия-1».

## Сюжет
Действие происходит спустя три года после событий первого фильма. В космосе заканчивается разворачивание спутниковой группировки, предназначенной для предупреждения инопланетного вторжения.
Вскоре после этого на орбиту Земли прибывает «Сол», который выпускает небольшую капсулу в сторону планеты. Успешно миновав спутниковую сеть, капсула приводняется в акватории Балтийского моря около побережья Финляндии. Момент приводнения наблюдает экипаж финского рыболовецкого траулера.
Спустя четыре месяца Юлия Лебедева (Ирина Старшенбаум) совершает пробежку в парке, и в какой-то момент её собака сбегает. Позднее, уже в университете, её успокаивает бывший одноклассник Гугл, с которым она учится на одном курсе. Он решается признаться Юлии в чувствах, но последняя, из соображений безопасности, отвергает его. После занятий Юлю забирает её отец, Валентин Лебедев, за прошедшие два года повышенный до генерал-лейтенанта. По пути он подвозит Гугла до его места работы, в «Ростелеком», и везёт дочь в Подмосковье, в засекреченный исследовательский комплекс Министерства обороны. Там он в шутку предлагает устроить дочери побег, даже расписав план действий, но Юля уговаривает отца дать ей бороться.
В этом комплексе проводятся безуспешные исследования инопланетных технологий, забытых на Земле, в частности, одного из экзоскелетов, в попытках создать новые образцы вооружения для российской армии. Юлия, так как она — единственная, кто общался с пришельцем, становится объектом исследований из-за того, что у неё появляются необычные способности по управлению потоками воды.
Во время очередного опыта учёные замечают, что потоки воды бассейна, в котором лежит Юля, реагируют на её эмоции, и решаются на радикальный шаг: приводят её бывшего возлюбленного Артёма. Увидев Артёма, Юля впадает в панику, что заставляет воду в бассейне всколыхнуться как в гейзере, оборудование начинает сходить с ума, а по комплексу прокатывается сейсмическая волна. Лебедев прекращает опыт и по просьбе самой Юли даёт ей день отгула, но посылает за ней одного из своих подчинённых, Ваню, для слежки.
Юлия напивается в баре и немного знакомится со своим наблюдателем Ваней, который из-за работы никак не может уделить время жене и восьмилетнему сыну и рассказывает ей про предыдущего охраняемого им человека. В этот момент появляется Хэкон и пытается увести Юлю. Сама Юлия поначалу считает его появление последствием изрядной дозы алкоголя, но вскоре убеждается в реальности происходящего. Не зная личность Хэкона, Ваня вступает с ним в схватку и пытается задушить его, но Ваню оглушает Юля, после чего они с Хэконом убегают. С помощью Юлиного телефона он даёт своему кораблю — «Солу» — команду захватить управление ближайшим автомобилем, на котором они после долгой погони отрываются от преследования, отделавшись простреленным колесом. Однако из-за этого Ваня едва не разбивается, но «Сол», рассчитав угрозу жизни, перехватывает управление другой машиной, оснащённой подушкой безопасности на капоте, и направляет её на него.
Тем временем Валентину Лебедеву докладывают о произошедшем, и он приказывает эвакуировать весь комплекс и перевезти оборудование в штаб-квартиру Министерства обороны.
Хэкон привозит Юлю в свой деревенский домик, где находится сбежавшая собака Юлии, а сам он рассказывает о событиях в ходе своего отсутствия: после пробуждения в конце первого фильма он решился нарушить протокол и не улетел домой, оставшись на орбите Земли. В космосе он провёл лишь одну неделю (но по земным меркам прошло почти 2 года), но когда до него дошла информация об опытах над Юлей, он в портативной капсуле-глайдере вылетел на Землю. К моменту воссоединения с Юлей он прожил на Земле уже четыре месяца, нашёл работу, купил и обустроил дом и даже соорудил домашний огород. Юля восхищается домом и радуется воссоединению, после чего они проводят первую совместную ночь. Тем временем в космосе какой-то более крупный корабль поглощает в себя «Сол» и его данные о Земле.
Утром за завтраком Хэкон признаётся, что хочет забрать Юлю с собой, так как её пребывание на Земле стало опасным. Сама Юля предлагает просто остаться в деревне и жить вместе, после чего по видео звонит отцу и говорит ему, что любит его. Тем не менее, Лебедев велит отследить звонок и послать за Юлей и Хэконом спецназ. Они быстро находят пару. Лебедев велит не стрелять, но враждебный корабль перехватывает радиопереговоры и изменяет команды на рациях бойцов с «не открывать огонь» на «огонь на поражение», а также глушит его телефон. Валентин вынужден взять машину, предназначавшуюся для конвоирования Артёма. Вместе с Ваней он мчится в ту деревню. Отбившись от спецназовцев, Хэкон и Юля срочно бегут к капсуле, однако Юля получает в полёте пулевое ранение чуть ниже плеча. Капсулу сбивают из установки С-400, и она падает в Москву-реку. В это время неизвестный корабль выходит на связь с Хэконом и сообщает, что Юлия должна быть ликвидирована. Артём в это время, улучив момент, снова надевает экзоскелет Хэкона и убегает из-под стражи. Тем временем, вертолёты Ка-52, следуя фальшивым приказам корабля от имени Лебедева, пытаются расстрелять капсулу, в итоге её снова подбивают, и она падает на Москва-сити. Артём в последний момент спасает героев от гибели, сбив один из вертолётов.
Угнав машину, герои едут в магазин за водой. По пути Хэкон объясняет, что их враг — корабль с искусственным интеллектом по имени «Ра», который считает Юлю галактической угрозой из-за её способностей и намерен уничтожить. Ради этого он берёт под контроль все средства связи и массовой информации, использующие в своей основе цифровые технологии.
Почти сразу после рассказа Хэкона в СМИ и на телевидении появляются сообщения о теракте, якобы совершённом Юлией, и показывают «Манифест Лебедевой», похожий на запись её звонка отцу. Этот репортаж видит и ведущий, который, как выясняется, стоит за монтажным пультом.
Тем временем Лебедев прибывает в бункер, где проходит экстренное заседание Совета Безопасности. Там тоже видят «репортаж», и Лебедев приходит к выводу, что на информационные системы землян совершена хакерская атака, и предлагает методы борьбы с происходящим — переход на аналоговые и проводные коммуникации, в том числе и использование посыльных. Тем же временем в типографии отпечатывают экстренный тираж газеты «Комсомольская правда», а настоящие телевизионщики выходят в эфир через систему экстренного оповещения населения.
Хэкон становится свидетелем информационной атаки «Ра» — тот фальсифицирует телефонные звонки от имени реальных абонентов (даже если те разговаривают с человеком вживую), в которых приказывает поймать Юлию. Они едва успевают уехать, прежде чем их пытается остановить машина ДПС, получившая фальшивое сообщение через полицейскую радиостанцию.
Однако одним из неудачных абонентов оказывается Ваня, в чьём фальшивом звонке жена сообщает ему, что в ходе взрыва здания, случайно подбитого капсулой Хэкона, пострадал их сын. Хотя в то же самое время жена Вани мирно готовит ужин, ругая сына за то, что тот не учит уроки. Поддавшись страху, Ваня проникается ненавистью к Юле и игнорирует предупреждения начальства, сохранив у себя телефон.
В итоге, все трое прячутся дома у Гугла. Хэкон относит Юлию в ванную, наполненную «чистой» водой. Артём переодевается в выпускной костюм Гугла. Однако, всё ещё относясь к Хэкону негативно, он спаивает его и на пару с Гуглом отдаёт военным, желая подставить, но Лебедев не попадается и просит у Хэкона помощи. На обсерватории «Барнаул» учёные выясняют местоположение «Ра» и сообщают координаты в Минобороны через радиотелеграф. Однако возникает проблема — для успешного уничтожения «Ра» необходимо отключить гражданский спутник «Ямал-410», находящийся под управлением «Ростелекома». Эту задачу берёт на себя Гугл, фактически захватывающий здание, где сам и работает. Тем временем Хэкон общается с Артёмом и, в конечном счёте не выдержав, избивает его. Ваня по приказу Лебедева привозит Юлю в штаб и по пути даже спасает от разъярённых граждан, хотя сам ей не доверяет. В итоге Ваня отдаёт свой пистолет Валентину, показывая то, что больше не будет следовать его приказам. Тем временем, используя ракету засекреченной системы, военные уничтожают «Ра», но трансляция фальшивой записи угроз Юли продолжается даже по мобильным телефонам. Хэкон вызывает «Ра», и тот сообщает, что переходит к более агрессивным действиям, и опять предлагает Хэкону вернуться домой. Уцелевший «Ра» начинает создавать вокруг зоны действия водяной купол, внутри которого начинается сильнейшее наводнение, которое в скором времени потопит всех находящихся внутри него. Ваня тем временем наезжает прямо на стену купола в процессе её образования.
Лебедев отсылает троицу на вертолёте и через систему оповещения населения призывает людей, оказавшихся внутри купола, сохранять спокойствие и помогать тем, кто нуждается в помощи. Тем временем Хэкон возвращается и предлагает свой план спасения: влететь на капсуле прямо в реакторный двигатель «Ра» и тем самым взорвать его. Зная, что миссия самоубийственная (билет в один конец), Лебедев просит научить его управлять капсулой, но она настроена только на Хэкона и поэтому выбора нет. Дав ему рацию, Лебедев направляет инопланетянина к нужному месту и по пути говорит с ним по душам, дав добро на совместную жизнь с Юлей. Вскоре вода начинает затапливать базу, и Лебедев прощается с Хэконом за несколько секунд до того, как его самого захлёстывает волна...
Вертолёт цепляется за провода и теряет управление, однако Юля и Артём спасаются. Устав быть причиной всех несчастий, Юля сама просит выживших убить её, чтобы всё это прекратить, но Артём и ещё пара здравомыслящих людей заступаются за неё. Выживший Ваня, уже обезумевший от горя, пытается застрелить Юлю, отобрав у полицейского пистолет, но Артём заслоняет Юлю и погибает вместо неё. Произвести второй выстрел Ваня не успевает, так как купол полностью заполнился водой. Неожиданно Юля осваивает полный контроль над своими силами и с их помощью поднимает «Ра» высоко в воздух, где истребители Су-35 приступают к обстрелу враждебного корабля ракетами, а бомбардировщик Ту-160 добивает его авиабомбой. В результате уничтожения корабля купол испаряется, и почти все главные герои, включая генерала Лебедева, остаются в живых.
Спустя какое-то время Юле устраивают фиктивные похороны, на которые приходят её отец и друзья из университета. Когда все расходятся, Валентин отходит к могиле Артёма, находящейся неподалёку. После этого Лебедев прилетает на Камчатку и в последний раз видится с дочерью и Хэконом. Тот объясняет, что они полетят туда, где Юлю не будут искать, после чего из-под воды вылетает восстановившийся «Сол»...

## В ролях
| Актёр              | Роль                                                         |
| ------------------ | ------------------------------------------------------------ |
| Ирина Старшенбаум  | Юлия Лебедева                                                |
| Александр Петров   | Артём Ткачёв бывший парень Юлии                              |
| Риналь Мухаметов   | пришелец Хэкон (Харитон)                                     |
| Олег Меньшиков     | генерал-лейтенант Валентин Лебедев отец Юлии                 |
| Сергей Гармаш      | вице-премьер                                                 |
| Юрий Борисов       | капитан Иван Коробанов                                       |
| Евгений Михеев     | Гугл однокурсник и друг Юлии, работник компании «Ростелеком» |
| Сергей Брилёв      | камео ведущий «Вести в субботу»                              |
| Юрий Батурин       | Крылов                                                       |
| Светлана Брагарник | Бабушка Гугла                                                |

## Съёмки
В марте 2017 года режиссёр проекта Фёдор Бондарчук официально подтвердил информацию о продолжении проекта; бюджет на вторую часть планировался в размере 645 миллионов рублей.
Подготовительный процесс шёл полтора года.
Съёмки фильма стартовали 24 июля 2018 года, в Москве и проводились в условиях строгой секретности.
В отличие от первого фильма, события разворачиваются не в московском районе Северное Чертаново, а в центральной части Москвы (включая территорию МГУ) и за её пределами. Как и в первой части, в съёмках приняла участие техника российских вооружённых сил. Также был задействован автомобиль Aurus Senat (в варианте «седан»), который создавался в рамках проекта «Кортеж».